# Pierre-Ange Vieillard
Pour les articles homonymes, voir Vieillard.
Pierre-Ange Vieillard de Boismartin, né à Rouen (paroisse Saint-Nicolas) le 17 juin 1778 et mort à Paris 6e le 13 janvier 1862, est un poète, dramaturge et critique littéraire français.

## Biographie
Vieillard était fils d’Antoine Vieillard de Boismartin, avocat au parlement de Rouen, puis maire de Saint-Lô, connu par sa belle et généreuse défense de la famille Verdure (1780-1789) qui lui valut les félicitations directes de Louis XVI, auquel il fut présenté, et une sorte d’ovation civique au milieu de l’Assemblée constituante, dans la séance du 30 janvier 1790.
Payeur au Trésor (1806), censeur royal (1820-1824), directeur du Journal des Maires (1822-1824), critique littéraire au Moniteur universel et officiel, administrateur et conservateur en chef de la bibliothèque de l'Arsenal, puis de 1854 à sa mort bibliothécaire du Sénat où il succéda à Paul Mathieu Laurent, Vieillard débuta de bonne heure dans la carrière dramatique ; il ne produisit pas moins de 30 pièces, dont 24 furent représentées sur différents théâtres, tels que l’Opéra, l’Opéra-Comique, le Théâtre-Français et le Vaudeville.
La verve qu’il dépensa dans ces divers travaux, où il eut pour collaborateurs Armand Gouffé, Georges Duval, René de Chazet, Dumersan, Jules Merle et Pain, ne l’empêcha pas d’exploiter la critique littéraire qui réclamait plus de sérieux et une maturité d’esprit plus complète de sa part. Vieillard publia dans plusieurs journaux et principalement dans l’ancien Moniteur universel de nombreux articles qui témoignaient de l’étendue et de la variété de ses connaissances.
Il devint aussi l’un des principaux rédacteurs de l’Encyclopédie des gens du monde, où il fut spécialement chargé d’écrire des notices biographiques sur les hommes célèbres de la Révolution. Très versé dans l’histoire de cette époque, au milieu de laquelle il avait vécu, la modération de ses opinions et la droiture de son caractère le disposaient tout naturellement à en apprécier avec justesse les événements et les acteurs. C’est ainsi qu’il put se croire dûment autorisé à consacrer dans le Moniteur une série d’études aux Girondins de Lamartine, travail interrompu par la Révolution de 1848.
Vieillard possédait également le sentiment de la musique au plus haut degré ; les derniers opuscules qu’il publia en 1855, à l’âge de 78 ans, font foi de la passion de ce dilettante. Méhul, Madame Scio, Vicissitudes d’un librettiste de l’ancien opéra sont les titres de ces curieuses et intéressantes études reproduites par le Ménestrel. Vieillard était particulièrement habile à trouver un thème musical dans une situation dramatique ou dans une légende. L’Académie des beaux-arts lui demanda à diverses époques sept cantates (dont deux à l'époque où Berlioz a concouru pour le prix de Rome) ; une seule fut couronnée et exécutée à la séance solennelle de la distribution des prix, à l’Institut, en 1845. Cette fois, le poète et le musicien avaient puisé leurs inspirations dans la ballade d’Imogine, empruntée au Moine de Matthew Gregory Lewis.
Vieillard avait épousé à Saint-Lô Anaïs-Henriette Formey de Saint-Louvent le 29 mars 1826. Il avait été fait chevalier de l'ordre du Lys en 1814, et de l'ordre royal de la Légion d'honneur en 1845, membre des académies de Caen et de Cherbourg.
Vieillard a signé ses œuvres sous différentes formes de son nom ou de ses initiales, et des noms de plume Madame P.V. de L.B. et Jules.

## Principales publications
Théâtre
- Gilles ventriloque, parade mêlée de vaudevilles, en 1 acte, avec Nicolas Gersin et Antoine Année, Paris, Vaudeville, 5 mars 1800 Texte en ligne
- Le Premier Homme du monde, ou la Création du sommeil, folie-vaudeville en 1 acte, avec Antoine Année, Paris, Opéra-Comique, 30 décembre 1800
- Marmontel, comédie en 1 acte, en prose, mêlée de vaudevilles, avec Tournay et Armand Gouffé, Paris, Vaudeville, 23 août 1802
- Le Père d'occasion, comédie en 1 acte, en prose, avec Joseph-Marie Pain, Paris, Louvois, 25 janvier 1803
- Les Travestissements, comédie en 1 acte et en prose, avec Nicolas Gersin et Antoine Année, Paris, Louvois, 7 août 1805
- Noir et Blanc, arlequinade, en 1 acte et en vaudevilles, avec Théophile Marion Dumersan, Paris, Vaudeville, 24 mai 1806
- Brutal, ou Il vaut mieux tard que jamais, vaudeville en 1 acte et en prose, parodie d'Uthal de Jacques Bins de Saint-Victor, avec Joseph-Marie Pain, Paris, Vaudeville, 31 mai 1806
- Chapelle et Bachaumont, vaudeville anecdotique en 1 acte, avec Georges Duval, Paris, Montansier, 30 août 1806
- Le Retour au comptoir, ou l'Éducation déplacée, comédie-vaudeville en 1 acte, avec Georges Duval, Paris, Vaudeville, 14 mai 1808
- Malherbe, comédie en 1 acte, mêlée de vaudevilles, avec Georges Duval, Paris, Variétés, 27 mai 1809
- Les Rêveurs éveillés, parade magnétique en 1 acte, mêlée de vaudevilles, avec Joseph-Marie Pain, Paris, Vaudeville, 30 janvier 1813
- Le Mariage de Robert de France, ou l'Astrologie en défaut, comédie en 1 acte et en vers libres, Paris, Théâtre-Français, 22 juin 1816

Varia
- La Boîte de Pandore et Vénus Callipyge, contes en vers, 1802 Texte en ligne
- Poésies nationales, 1817
- Aux missionnaires de l'irréligion, 1819 Texte en ligne
- Époques mémorables de la révolution et de la Restauration, mélanges en vers et en prose, 1827
- Souvenirs du théâtre. Méhul, sa vie et ses œuvres, 1859 Texte en ligne

## Distinctions
- Chevalier de l'Ordre du Lys (1814)
- Chevalier de la Légion d'honneur (ordonnance du roi du 26 avril 1845)[5].

## Sources
- Joseph-Marie Quérard, La France littéraire, ou Dictionnaire bibliographique des savants, historiens et gens de lettres de la France, Paris, Firmin-Didot, 1826-1842[6]
- A. Granger, Notice nécrologique sur M. Vieillard de Boismartin, bibliothécaire du Sénat, Annales de la Société libre des beaux-arts, Paris, 1861-1862[7]
- J.-A. Delaire, Notice biographique sur P.-A. Vieillard, Paris, imprimerie Martinet, 1862[8]
- Louis-Gabriel Michaud, Biographie universelle ancienne et moderne, Paris, Plon, 1843-1865[9]
- Ferdinand Natanael Staaff, La Littérature franc̜aise depuis la formation de la langue jusqu'à nos jours, t. 2, Paris, Didier et Cie, 1878, p. 1120-1122.